# Onthophagus sticticus
Onthophagus sticticus là một loài bọ cánh cứng trong họ Bọ hung (Scarabaeidae).